# Linça
Linça (en francès Linxe) és un municipi francès situat al departament de les Landes i a la regió de la Nova Aquitània.

## Demografia
| 1962                                       | 1968  | 1975  | 1982 | 1990 | 1999  | 2007  |
| ------------------------------------------ | ----- | ----- | ---- | ---- | ----- | ----- |
| 1.065                                      | 1.090 | 1.042 | 962  | 980  | 1.057 | 1.159 |
| Des de 1962: població sense dobles comptes |       |       |      |      |       |       |

## Administració
| Període   | Identitat         | Partit |
| --------- | ----------------- | ------ |
| 2001-2008 | Jean-Marie Bergez | PS     |
| 2008-     | Albert Tonneau    | PS     |